# Ferdinand Georg Frobenius
Ferdinand Georg Frobenius (n. 26 octombrie 1849 - d. 3 august 1917) a fost un matematician german, cunoscut pentru contribuțiile sale în domeniul ecuațiilor diferențiale și al teoriei grupurilor.
De asemenea, Frobenius a fost primul care a demonstrat teorema Cayley-Hamilton.
Absolvent al Universității Humboldt din Berlin și al Universității din Göttingen, în 1874 este numit profesor în cadrul Universității Humboldt, iar în anul următor la Politehnica din Zürich.
A fost membru în Academia de Științe din Berlin.

## Activitate științifică
Activitatea sa se referă la algebra modernă, unde a adus contribuții deosebite, la teoria numerelor, teoria matricelor, teoria grupurilor finite și exprimarea lor prin matrice, precum și la geometrie.
A dezvoltat teoria corpurilor de numere algebrice, descoperite de Ernst Kummer.
S-a mai ocupat și cu reprezentările cvasiconforme.
Problema care l-a făcut celebru constă în studiul posibilității demonstrării faptului că, luând în grupul Galois, o clasă oarecare de substituții, se poate afirma întotdeauna existența unei infinități de numere prime care îi aparțin.
A definit densitatea mulțimilor de numere prime aparținând la secțiuni de substituții, adică mulțimilor de substituții conjugate cu toate puterile unora și acelorași substituții.
Frobenius nu a reușit să definească densitatea pentru clase repetate.
În 1878 a demonstrat că corpul cuaternionilor este singurul corp necomutativ de dimensiune finită.
De numele său se leagă mai mulți termeni matematici cum ar fi:
- algebra Frobenius
- metoda Frobenius
- norma Frobenius
- numărul lui Frobenius
- teorema de integrabilitate a lui Frobenius
- teorema lui Frobenius
- indicatorul Frobenius-Schur
- lema Cauchy-Frobenius
- teorema Perron-Frobenius.

## Scrieri
- 1896: Über Gruppencharacter ("Asupra caracterelor grupurilor");
- 1734: Artificiorum algebraicorum elementis analyseos finitorum Wolfianis comprehensorum Deleatio (Helmstad);
- 1746: Encyclopedia mathematica immemorialis (Helmstadt);
- 1750: Historica et dogmatica Canonica Trigonometricii Dilucidatio.